# Nati nel 1987/Aprile
| Questa pagina contiene informazioni ricavate automaticamente dalle voci biografiche con l'ausilio del template Bio e di un bot. L'aggiornamento è periodico e automatico e ricostruisce completamente la pagina. Se manca una persona in questa lista, sei pregato di non aggiungerla, ma accertati piuttosto che la sua voce biografica contenga il template Bio e che i dati anagrafici siano correttamente compilati. Se il template Bio manca, inseriscilo tu stesso o, in alternativa, metti l'avviso {{tmp\|Bio}} che ne segnala la mancanza. Se i dati riportati sono sbagliati, correggi direttamente la voce biografica; le modifiche saranno visibili in questa lista entro pochi giorni. Per chiarimenti vedi il progetto biografie. La lista contiene solo le 552 persone che sono citate nell'enciclopedia e per le quali è stato implementato correttamente il template Bio. Pagina aggiornata al 18 ago 2025. |

- 1º aprile - Ahmed Abdulla, calciatore bahreinita
- 1º aprile - Vitorino Antunes, ex calciatore portoghese
- 1º aprile - Jérôme Baugnies, ciclista su strada belga
- 1º aprile - Pau Cendrós, calciatore spagnolo
- 1º aprile - Rafael Chagas Machado, ex calciatore brasiliano
- 1º aprile - Andy Considine, ex calciatore scozzese
- 1º aprile - Mackenzie Davis, attrice canadese
- 1º aprile - Ding Junhui, giocatore di snooker cinese
- 1º aprile - Abdullah Durak, calciatore turco
- 1º aprile - Christian Falk, ex calciatore austriaco
- 1º aprile - Dovev Gabay, calciatore israeliano
- 1º aprile - Kate Haywood, ex nuotatrice britannica
- 1º aprile - Ian Keatley, rugbista a 15 irlandese
- 1º aprile - Roxane Knetemann, ex ciclista su strada olandese
- 1º aprile - Mikko Lehtonen, hockeista su ghiaccio finlandese
- 1º aprile - Li Ting, tuffatrice cinese
- 1º aprile - Gianluca Musacci, ex calciatore italiano
- 1º aprile - José Ortigoza, calciatore paraguaiano
- 1º aprile - Jenna Presley, ex attrice pornografica statunitense
- 1º aprile - Rafael Sanna, giocatore di calcio a 5 brasiliano
- 1º aprile - Flavia Severin, rugbista a 15 e pugile italiana
- 1º aprile - Oliver Turvey, pilota automobilistico britannico
- 1º aprile - Kévin Van Melsen, ex ciclista su strada belga
- 2 aprile - Pablo César Aguilar, calciatore paraguaiano
- 2 aprile - Matthias Bachinger, ex tennista tedesco
- 2 aprile - Pascale Berthod, ex sciatrice alpina svizzera
- 2 aprile - Mads Christensen, hockeista su ghiaccio danese
- 2 aprile - Gertjan De Mets, allenatore di calcio e ex calciatore belga
- 2 aprile - Adrian Fartade, divulgatore scientifico, youtuber e scrittore rumeno
- 2 aprile - Briga Heelan, attrice statunitense
- 2 aprile - Martin Hollstein, canoista tedesco
- 2 aprile - Kenneth van Kempen, ex cestista olandese
- 2 aprile - Anton Kočenkov, ex calciatore russo
- 2 aprile - Johannes Lischka, cestista tedesco
- 2 aprile - Shane Lowry, golfista irlandese
- 2 aprile - Joris Pijs, canottiere olandese
- 2 aprile - Marc Pugh, ex calciatore inglese
- 2 aprile - Evgenij Veličko, fondista kazako
- 3 aprile - Brittany B., paroliera, cantante e personaggio televisivo statunitense
- 3 aprile - Alessandro Bastrini, allenatore di calcio e ex calciatore italiano
- 3 aprile - Rachel Bloom, attrice, comica e sceneggiatrice statunitense
- 3 aprile - Jay Bruce, ex giocatore di baseball statunitense
- 3 aprile - Ronaldo Conceição, ex calciatore brasiliano
- 3 aprile - Oussama Darragi, ex calciatore tunisino
- 3 aprile - Henan Faria da Silveira, calciatore brasiliano
- 3 aprile - Argenis Fernández, ex calciatore costaricano
- 3 aprile - Pëtr Gubanov, ex cestista russo
- 3 aprile - Imad Khalili, ex calciatore e allenatore di calcio svedese
- 3 aprile - Jason Kipnis, giocatore di baseball statunitense
- 3 aprile - Vikrant Massey, attore indiano
- 3 aprile - Desirée Noferini, attrice e modella italiana
- 3 aprile - Eddie Ockenden, hockeista su prato australiano
- 3 aprile - Park Jung-min, cantante, attore e ballerino sudcoreano
- 3 aprile - Martyn Rooney, velocista britannico
- 3 aprile - Horacio Salaberry, calciatore uruguaiano
- 3 aprile - Ibrahim Saounera, cestista francese
- 3 aprile - O'Brien Schofield, ex giocatore di football americano statunitense
- 3 aprile - Julián Simón, pilota motociclistico spagnolo
- 3 aprile - Yuval Spungin, ex calciatore israeliano
- 3 aprile - Alexandru Tudose, ex calciatore rumeno
- 3 aprile - Salvatore Zizzo, ex calciatore statunitense
- 3 aprile - Wágner de Andrade Borges, calciatore brasiliano
- 4 aprile - Francesco Castellacci, pilota automobilistico italiano
- 4 aprile - Lance Dos Ramos, attore venezuelano
- 4 aprile - Sarah Gadon, attrice canadese
- 4 aprile - Natasa Gkotzī, ex cestista greca
- 4 aprile - Trévon Hughes, ex cestista statunitense
- 4 aprile - Robert Jones, arbitro di calcio britannico
- 4 aprile - Ernests Kalve, cestista e allenatore di pallacanestro lettone
- 4 aprile - Norihiro Kawakami, ex calciatore giapponese
- 4 aprile - Sami Khedira, ex calciatore tedesco
- 4 aprile - McDonald Mariga, ex calciatore keniano
- 4 aprile - Cameron Maybin, ex giocatore di baseball statunitense
- 4 aprile - Júnior Moraes, ex calciatore brasiliano
- 4 aprile - David Myrestam, ex calciatore svedese
- 4 aprile - Vincenzo Pepe, calciatore italiano
- 4 aprile - Roninho, giocatore di calcio a 5 brasiliano
- 4 aprile - TM88, produttore discografico e disc jockey statunitense
- 4 aprile - Dmytro Tereščenko, ex calciatore ucraino
- 4 aprile - Michaela Zrůstová, cestista ceca
- 5 aprile - Dave Attwood, rugbista a 15 britannico
- 5 aprile - Bart van Brakel, ex calciatore olandese
- 5 aprile - Darren Cave, ex rugbista a 15 nordirlandese
- 5 aprile - Pedro Fernández, calciatore argentino
- 5 aprile - Max Grün, calciatore tedesco
- 5 aprile - Balázs Hárai, pallanuotista ungherese
- 5 aprile - Litku Klemetti, cantante finlandese
- 5 aprile - Anton Kokorin, velocista russo
- 5 aprile - Fëdor Kudrjašov, ex calciatore russo
- 5 aprile - Sergei Lepmets, ex calciatore estone
- 5 aprile - Vito Mazzeo, ballerino italiano
- 5 aprile - Raffaello, cantante italiano
- 5 aprile - Etiënne Reijnen, allenatore di calcio, dirigente sportivo e ex calciatore olandese
- 5 aprile - Calu Rivero, attrice e modella argentina
- 5 aprile - Dario Sammartino, giocatore di poker italiano
- 5 aprile - Juan Ignacio Sills, calciatore argentino
- 5 aprile - Uğur Uçar, allenatore di calcio e ex calciatore turco
- 5 aprile - Julien Zuppardi, ex giocatore di football americano francese
- 6 aprile - Jerrod Carmichael, comico, attore e produttore televisivo statunitense
- 6 aprile - Benjamin Corgnet, ex calciatore francese
- 6 aprile - Anna Donáth, politica ungherese
- 6 aprile - Robin Haase, tennista olandese
- 6 aprile - Sandy Iannella, allenatrice di calcio e ex calciatrice italiana
- 6 aprile - Heidi Mount, modella statunitense
- 6 aprile - Borki Predojević, scacchista bosniaco
- 6 aprile - Hilary Rhoda, supermodella statunitense
- 6 aprile - Mateja Robnik, ex sciatrice alpina slovena
- 6 aprile - Stéphane Rossetto, ex ciclista su strada francese
- 6 aprile - Gabriele Signore, rugbista a 15 italiano
- 6 aprile - Adrian Tracy, giocatore di football americano statunitense
- 6 aprile - Javier Velayos, ex calciatore spagnolo
- 6 aprile - Lana Vladi, attrice russa
- 6 aprile - Farung Yuthithum, modella tailandese
- 7 aprile - Mansoor Al-Harbi, calciatore saudita
- 7 aprile - Milan Bortel, calciatore slovacco
- 7 aprile - Katharine Brown, modella scozzese
- 7 aprile - Martín Cáceres, calciatore uruguaiano
- 7 aprile - Jared Cook, giocatore di football americano statunitense
- 7 aprile - Ismael Cruz Córdova, attore portoricano
- 7 aprile - Daniel González Benítez, calciatore spagnolo
- 7 aprile - Patrick Gretsch, ex ciclista su strada e pistard tedesco
- 7 aprile - Jack Johnson, attore statunitense
- 7 aprile - Blagoja Ljamčevski, calciatore macedone
- 7 aprile - Alexis Love, ex attrice pornografica e modella statunitense
- 7 aprile - Michel Márquez, calciatore cubano
- 7 aprile - April O'Neil, attrice pornografica statunitense
- 7 aprile - Søren Rieks, ex calciatore danese
- 7 aprile - César Rigamonti, calciatore argentino
- 7 aprile - Rong Hao, calciatore cinese
- 7 aprile - Viktor Senatov, ex giocatore di calcio a 5 russo
- 7 aprile - Jamar Smith, cestista statunitense
- 7 aprile - Jessica Steffens, pallanuotista statunitense
- 7 aprile - Dario Vidošić, allenatore di calcio e ex calciatore croato
- 7 aprile - Kevin White, cestista australiano
- 7 aprile - Luke Zeller, ex cestista statunitense
- 8 aprile - Abdelhamid Abaaoud, terrorista belga († 2015)
- 8 aprile - Yonder Alonso, ex giocatore di baseball cubano
- 8 aprile - Jerry Bengtson, calciatore honduregno
- 8 aprile - Royston Drenthe, ex calciatore olandese
- 8 aprile - Jeremy Hellickson, ex giocatore di baseball statunitense
- 8 aprile - Peter Hickman, pilota motociclistico britannico
- 8 aprile - Stor, rapper svedese
- 8 aprile - Tommi Pinta, ex cestista e giocatore di football americano finlandese
- 8 aprile - Vukašin Tomić, ex calciatore serbo
- 8 aprile - Mohammed Trésor, calciatore qatariota
- 8 aprile - Shareece Wright, giocatore di football americano statunitense
- 8 aprile - Aleksandar Živanović, calciatore serbo
- 9 aprile - Kassim Abdallah, calciatore francese
- 9 aprile - Paddy Barnes, pugile irlandese
- 9 aprile - Marc E. Bassy, cantautore statunitense
- 9 aprile - Swara Bhaskar, attrice indiana
- 9 aprile - Verónica Boquete, calciatrice spagnola
- 9 aprile - Eric Campbell, ex giocatore di baseball statunitense
- 9 aprile - Saori Fujiyoshi, ex cestista giapponese
- 9 aprile - Stina Girs, cantante finlandese
- 9 aprile - Felipe Klein, calciatore brasiliano
- 9 aprile - Luís Miguel Lopes Mendes, ex calciatore portoghese
- 9 aprile - Blaise Matuidi, dirigente sportivo e ex calciatore francese
- 9 aprile - Jesse McCartney, cantautore e attore statunitense
- 9 aprile - Sara Slott Petersen, ostacolista danese
- 9 aprile - Luca Radice, allenatore di calcio e ex calciatore svizzero
- 9 aprile - Julie Rubenstein, ex pallavolista statunitense
- 9 aprile - Sarah Salleh, principessa bruneiana
- 9 aprile - Evander Sno, allenatore di calcio e ex calciatore olandese
- 9 aprile - Jazmine Sullivan, cantautrice statunitense
- 9 aprile - Katharina Volckmer, scrittrice e saggista tedesca
- 10 aprile - Ahmed Adel, calciatore egiziano
- 10 aprile - Florin Acsinte, ex calciatore rumeno
- 10 aprile - Nemanja Aleksandrov, ex cestista serbo
- 10 aprile - Fineo Araújo, giocatore di calcio a 5 brasiliano
- 10 aprile - Charles Brown, giocatore di football americano statunitense
- 10 aprile - Álvaro Brun, calciatore uruguaiano
- 10 aprile - Bruno Dias, giocatore di calcio a 5 brasiliano
- 10 aprile - Aleksandr Dovbnja, calciatore russo
- 10 aprile - Maya Gabeira, surfista brasiliana
- 10 aprile - Ko Iso, goista taiwanese
- 10 aprile - Joshua McGuire, attore britannico
- 10 aprile - Shay Mitchell, attrice e modella canadese
- 10 aprile - Paula Reca, attrice argentina
- 10 aprile - Yūji Rokutan, calciatore giapponese
- 10 aprile - Oleksandr Rybka, calciatore ucraino
- 10 aprile - Erik Salkić, ex calciatore sloveno
- 10 aprile - Deyvid Sacconi, ex calciatore brasiliano
- 10 aprile - Hayley Westenra, cantante neozelandese
- 11 aprile - Donald Brown, giocatore di football americano statunitense
- 11 aprile - Hovhannes Danielyan, pugile armeno
- 11 aprile - Aleksandra Delčeva, ex cestista e pallavolista bulgara
- 11 aprile - Jonathan Faña, calciatore dominicano
- 11 aprile - Osvaldo Filho, calciatore brasiliano
- 11 aprile - Lights, cantautrice e musicista canadese
- 11 aprile - Alain Junior Ollé Ollé, calciatore camerunese
- 11 aprile - Weruche Opia, attrice nigeriana
- 11 aprile - Guilherme Rodrigues Moreira, calciatore brasiliano
- 11 aprile - Adalberto Román, ex calciatore paraguaiano
- 11 aprile - Krševan Santini, ex calciatore croato
- 11 aprile - Joss Stone, cantautrice e attrice britannica
- 11 aprile - Joseph Sullivan, canottiere neozelandese
- 11 aprile - Mickaël Toti, ex cestista e allenatore di pallacanestro francese
- 11 aprile - Will Tudor, attore britannico
- 11 aprile - Louis Vasquez, giocatore di football americano statunitense
- 12 aprile - Aleksandr Brjuchankov, triatleta russo
- 12 aprile - Brooklyn Decker, modella e attrice statunitense
- 12 aprile - Louis Delmas, giocatore di football americano statunitense
- 12 aprile - Orlando Franklin, ex giocatore di football americano canadese
- 12 aprile - Yōhei Fukumoto, ex calciatore giapponese
- 12 aprile - Ilana Glazer, attrice, comica e produttrice cinematografica statunitense
- 12 aprile - Shawna Lenee, attrice pornografica statunitense
- 12 aprile - Luiz Adriano, calciatore brasiliano
- 12 aprile - Mike Manning, attore, produttore cinematografico e personaggio televisivo statunitense
- 12 aprile - Valentine Nelson, calciatore papuano
- 12 aprile - Ami Oreiller, ex sciatore alpino svizzero
- 12 aprile - Michael Roll, cestista statunitense
- 12 aprile - Yendrick Ruiz, calciatore costaricano
- 12 aprile - Brendon Urie, cantante e musicista statunitense
- 13 aprile - Milan Bojović, calciatore serbo
- 13 aprile - Melania Corradini, ex sciatrice alpina italiana
- 13 aprile - Brandon Hardesty, attore e comico statunitense
- 13 aprile - Emanuel Herrera, calciatore argentino
- 13 aprile - Jonathan Legear, ex calciatore belga
- 13 aprile - Fabián Monzón, calciatore argentino
- 13 aprile - Cristian Scutaru, calciatore rumeno
- 13 aprile - Allison Weiss, cantautrice statunitense
- 13 aprile - Thiago de Freitas, ex calciatore brasiliano
- 14 aprile - Korvotney Barber, cestista statunitense († 2013)
- 14 aprile - Victor Bolt, calciatore brasiliano
- 14 aprile - Martín Cauteruccio, calciatore uruguaiano
- 14 aprile - Edgar Costa, ex calciatore portoghese
- 14 aprile - Denis César de Matos, calciatore brasiliano
- 14 aprile - Jennifer Digbeu, ex cestista francese
- 14 aprile - Danijel Galić, pallavolista bosniaco
- 14 aprile - Erwin Hoffer, ex calciatore austriaco
- 14 aprile - Wilson Kiprop, mezzofondista e maratoneta keniota
- 14 aprile - Daniele Magro, cestista italiano
- 14 aprile - Otto Martler, ex calciatore svedese
- 14 aprile - Jaimes McKee, ex calciatore inglese
- 14 aprile - Salome Melia, scacchista georgiana
- 14 aprile - Igor Nganga, ex calciatore congolese (Repubblica del Congo)
- 14 aprile - Džamal Otarsultanov, lottatore russo
- 14 aprile - Aleksandra Pasynkova, pallavolista russa
- 14 aprile - Emanuele Terranova, calciatore italiano
- 15 aprile - Nicola Belmonte, allenatore di calcio e ex calciatore italiano
- 15 aprile - Pierrick Capelle, calciatore francese
- 15 aprile - Yasmani Copello, ostacolista cubano
- 15 aprile - Rennick Esther, calciatore seychellese
- 15 aprile - Erbim Fagu, ex calciatore albanese
- 15 aprile - Matteo Frassineti, cestista italiano
- 15 aprile - Jaime Grondona, calciatore cileno
- 15 aprile - Qusay Habib, calciatore siriano
- 15 aprile - Xie He Xian, cantante, attore e compositore taiwanese
- 15 aprile - Ádám Hrepka, ex calciatore ungherese
- 15 aprile - Lance Hurdle, ex cestista statunitense
- 15 aprile - Oleksandr Hvozdyk, pugile ucraino
- 15 aprile - Iyaz, cantautore anglo-verginiano
- 15 aprile - Petros Mhari, calciatore zimbabwese
- 15 aprile - Gary Miller, calciatore scozzese
- 15 aprile - Lydie Pages, modella e showgirl francese
- 15 aprile - Marija Petrovikj, pallavolista macedone
- 15 aprile - Igor Prahić, calciatore croato
- 15 aprile - Gatis Smukulis, ex ciclista su strada lettone
- 15 aprile - Tomáš Stráský, ex calciatore ceco
- 15 aprile - Irina Tarasova, pesista russa
- 15 aprile - Samira Wiley, attrice statunitense
- 16 aprile - Cenk Akyol, allenatore di pallacanestro e ex cestista turco
- 16 aprile - Patrizio Andreoli, allenatore di atletica leggera italiano
- 16 aprile - Loris Arnaud, calciatore francese
- 16 aprile - Lhadji Badiane, ex calciatore francese
- 16 aprile - Julie Bonnevie-Svendsen, ex biatleta norvegese
- 16 aprile - Dominic Calegari, ex cestista statunitense
- 16 aprile - Germán Chiaraviglio, astista argentino
- 16 aprile - Jack Cutmore-Scott, attore inglese
- 16 aprile - Carlien Dirkse van den Heuvel, hockeista su prato olandese
- 16 aprile - Jonathon Edwards, rugbista a 15 australiano
- 16 aprile - Martin Fenin, calciatore ceco
- 16 aprile - Phoebe Fox, attrice britannica
- 16 aprile - Richárd Guzmics, ex calciatore ungherese
- 16 aprile - Habib Habibou, ex calciatore centrafricano
- 16 aprile - Kenny Hayes, cestista statunitense
- 16 aprile - Žora Hovhannisyan, ex calciatore armeno
- 16 aprile - Jevhen Jevsjejev, calciatore ucraino († 2011)
- 16 aprile - Aaron Lennon, ex calciatore inglese
- 16 aprile - Viesturs Lukševics, ex ciclista su strada lettone
- 16 aprile - Jean-Baptiste Malet, giornalista francese
- 16 aprile - Justin Olsen, bobbista statunitense
- 16 aprile - Maksym Pustozvonov, ex cestista ucraino
- 16 aprile - Tomáš Šimkovič, calciatore slovacco
- 16 aprile - Markus Suttner, ex calciatore austriaco
- 16 aprile - Aleksander Vinter, disc jockey, produttore discografico e musicista norvegese
- 17 aprile - Jorge Ampuero, ex calciatore cileno
- 17 aprile - Nidaa Badwan, artista e fotografa palestinese
- 17 aprile - Medhi Benatia, dirigente sportivo e ex calciatore francese
- 17 aprile - Roman Bragin, pallavolista russo
- 17 aprile - Gemma Davison, calciatrice inglese
- 17 aprile - Christian Latorre, calciatore uruguaiano
- 17 aprile - Audrick Linord, calciatore francese
- 17 aprile - Jacqueline MacInnes Wood, attrice e cantante canadese
- 17 aprile - Jarosław Marycz, ex ciclista su strada polacco
- 17 aprile - Oleh Apostol, generale ucraino
- 17 aprile - Park Chan-hui, cestista sudcoreano
- 17 aprile - Eelco Sintnicolaas, multiplista olandese
- 17 aprile - Jérémy Taravel, ex calciatore francese
- 17 aprile - Janine van Wyk, calciatrice sudafricana
- 18 aprile - Matthew Anderson, pallavolista statunitense
- 18 aprile - Jago, artista e scultore italiano
- 18 aprile - Larry Gordon, ex cestista statunitense
- 18 aprile - Daniel Guimarães, calciatore brasiliano († 2024)
- 18 aprile - Danny Guthrie, ex calciatore inglese
- 18 aprile - Rosie Huntington-Whiteley, supermodella e attrice britannica
- 18 aprile - Samantha Jade, cantante e attrice australiana
- 18 aprile - Mikko Koivisto, cestista finlandese
- 18 aprile - Sandra Lyng, cantante norvegese
- 18 aprile - Damir Mehić, calciatore svedese
- 18 aprile - Westher Molteni, cestista svizzero
- 18 aprile - Eugene Monroe, giocatore di football americano statunitense
- 18 aprile - Gabriele Paonessa, ex calciatore italiano
- 18 aprile - Paul Paton, calciatore nordirlandese
- 18 aprile - Anthony Roux, ciclista su strada francese
- 18 aprile - Emanuela Salopek, ex cestista croata
- 18 aprile - Airial Salvo, pallavolista statunitense
- 18 aprile - Kévin Sireau, pistard francese
- 18 aprile - Ivan Tričkovski, calciatore macedone
- 18 aprile - Ron Watkins, imprenditore statunitense
- 18 aprile - Christina Wirth, ex cestista statunitense
- 18 aprile - Ellen Woglom, attrice statunitense
- 19 aprile - Oksana Akin'šina, attrice russa
- 19 aprile - David Brandl, ex nuotatore austriaco
- 19 aprile - Ilda Chambe, ex cestista mozambicana
- 19 aprile - Sebastijan Drobne, giocatore di calcio a 5 sloveno
- 19 aprile - Luigi Giorgi, allenatore di calcio e ex calciatore italiano
- 19 aprile - Joe Hart, ex calciatore inglese
- 19 aprile - Lukáš Hroššo, calciatore slovacco
- 19 aprile - Jovan Kostovski, ex calciatore macedone
- 19 aprile - Claes Kronberg, calciatore danese
- 19 aprile - Courtland Mead, attore e doppiatore statunitense
- 19 aprile - Pascal Razakanantenaina, calciatore malgascio
- 19 aprile - Ksenija Ryžova, velocista russa
- 19 aprile - Marija Šarapova, imprenditrice e ex tennista russa
- 19 aprile - Daniel Schuhmacher, cantante e personaggio televisivo tedesco
- 19 aprile - Gerson Sheotahul, ex calciatore olandese
- 19 aprile - Serhij Smelyk, velocista ucraino
- 20 aprile - Khalid Al-Rashidi, calciatore kuwaitiano
- 20 aprile - John Patrick Amedori, attore statunitense
- 20 aprile - Fabrice Begeorgi, ex calciatore francese
- 20 aprile - Abebaw Butako, calciatore etiope
- 20 aprile - Chun Woo-hee, attrice sudcoreana
- 20 aprile - Maciej Dąbrowski, calciatore polacco
- 20 aprile - Dario Đaković, ex calciatore austriaco
- 20 aprile - Heimir Einarsson, ex calciatore islandese
- 20 aprile - Damián Escudero, ex calciatore argentino
- 20 aprile - Ahmed Hassan Mekky, ex calciatore egiziano
- 20 aprile - Avilés Hurtado, calciatore colombiano
- 20 aprile - Ammar Jemal, ex calciatore tunisino
- 20 aprile - Thorsten Kirschbaum, calciatore tedesco
- 20 aprile - Michael Klauß, calciatore tedesco
- 20 aprile - Dragan Labović, cestista serbo († 2025)
- 20 aprile - Hayden Paddon, pilota di rally neozelandese
- 20 aprile - Praxis Rabemananjara, calciatore malgascio
- 20 aprile - Angel Robinson, ex cestista statunitense
- 20 aprile - Anna Rossinelli, cantautrice svizzera
- 20 aprile - José de la Torre, attore spagnolo († 2024)
- 21 aprile - Ala'a Al-Shaqran, calciatore giordano
- 21 aprile - Mônica Hickmann Alves, calciatrice brasiliana
- 21 aprile - Rubén Arocha, calciatore venezuelano
- 21 aprile - Suivai Ataga, calciatore samoano
- 21 aprile - Justin Carter, cestista statunitense
- 21 aprile - Francesco Del Vecchio, pallavolista italiano
- 21 aprile - Eric Devendorf, ex cestista e allenatore di pallacanestro statunitense
- 21 aprile - Bobby Dutch, wrestler statunitense
- 21 aprile - Julio César García, pugile messicano
- 21 aprile - Leroy George, calciatore surinamese
- 21 aprile - Majd Eddin Ghazal, altista siriano
- 21 aprile - Alexis Gray-Lawson, allenatrice di pallacanestro e ex cestista statunitense
- 21 aprile - Préjuce Nakoulma, calciatore burkinabé
- 21 aprile - Carlos César Neves, ex calciatore brasiliano
- 21 aprile - Nílton Ferreira Júnior, ex calciatore brasiliano
- 21 aprile - Jo Nymo Matland, ex calciatore norvegese
- 21 aprile - Anastasija Prychod'ko, cantante e politica ucraina
- 21 aprile - Wintana Rezene, conduttrice televisiva, conduttrice radiofonica e scrittrice italiana
- 21 aprile - Geoffrey Rono, mezzofondista keniota
- 21 aprile - Tchô, ex calciatore brasiliano
- 22 aprile - Marta Agostinetto, pallavolista italiana
- 22 aprile - Benedikt Beisheim, schermidore tedesco
- 22 aprile - Kacey Bellamy, hockeista su ghiaccio statunitense
- 22 aprile - Sergej Breev, ex calciatore russo
- 22 aprile - Mehdi Cheriet, ex cestista francese
- 22 aprile - Dante Cunningham, cestista statunitense
- 22 aprile - David Luiz, calciatore brasiliano
- 22 aprile - Ekaterina Glazyrina, ex biatleta russa
- 22 aprile - Chas Guldemond, snowboarder statunitense
- 22 aprile - Austin Johnson, ex cestista statunitense
- 22 aprile - David Mateos, calciatore spagnolo
- 22 aprile - Carlos Medlock, cestista statunitense
- 22 aprile - John Obi Mikel, ex calciatore nigeriano
- 22 aprile - Tyson Ross, giocatore di baseball statunitense
- 22 aprile - Mateusz Sawrymowicz, ex nuotatore polacco
- 22 aprile - András Storcz, giocatore di football americano ungherese
- 22 aprile - Ionuț Târnăcop, ex calciatore rumeno
- 22 aprile - Meng'er Zhang, attrice cinese
- 23 aprile - Paolo Alborghetti, pallavolista italiano
- 23 aprile - Michael Arroyo, calciatore ecuadoriano
- 23 aprile - Sarah Bernstein, scrittrice canadese
- 23 aprile - Daniel Bocanegra, calciatore colombiano
- 23 aprile - Mirko Boland, calciatore tedesco
- 23 aprile - John Boye, ex calciatore ghanese
- 23 aprile - José Carballo, ex calciatore nicaraguense
- 23 aprile - Giorgia Cardinaletti, giornalista e conduttrice televisiva italiana
- 23 aprile - Lorenzo De Luca, cavaliere italiano
- 23 aprile - Dijak, wrestler statunitense
- 23 aprile - Emily Fox, ex cestista statunitense
- 23 aprile - Tom Heinemann, allenatore di calcio e ex calciatore statunitense
- 23 aprile - Boaz Mauda, cantante israeliano
- 23 aprile - Mākii, cantautrice e attrice giapponese
- 23 aprile - Nick Oudendag, ex cestista olandese
- 23 aprile - Sammir, ex calciatore brasiliano
- 23 aprile - Rick Schofield, hockeista su ghiaccio canadese
- 23 aprile - Timon Seubert, ex ciclista su strada tedesco
- 23 aprile - Jorge Santos Silva, calciatore brasiliano
- 23 aprile - Monika Springl, ex sciatrice alpina tedesca
- 23 aprile - Shaqir Stafa, ex calciatore albanese
- 23 aprile - Michael Waldron, sceneggiatore e produttore televisivo statunitense
- 24 aprile - Goran Adamović, allenatore di calcio e ex calciatore serbo
- 24 aprile - Nicolás Barrientos, tennista colombiano
- 24 aprile - Nemanja Belić, calciatore serbo
- 24 aprile - Khalid Boutaïb, calciatore francese
- 24 aprile - Simone Corsi, pilota motociclistico italiano
- 24 aprile - Varun Dhawan, attore indiano
- 24 aprile - Sharon Doorson, cantante olandese
- 24 aprile - Nenad Filipović, calciatore serbo
- 24 aprile - Aleksandra Franceva, ex sciatrice alpina russa
- 24 aprile - Alessia Gritti, calciatrice italiana
- 24 aprile - Ben Howard, cantautore e musicista inglese
- 24 aprile - Jan Krob, allenatore di calcio e ex calciatore ceco
- 24 aprile - Kris Letang, hockeista su ghiaccio canadese
- 24 aprile - Liu Dan, ex cestista cinese
- 24 aprile - Simon Ogar, ex calciatore nigeriano
- 24 aprile - Yogev Ohayon, cestista israeliano
- 24 aprile - Osmel Oliva, cestista cubano
- 24 aprile - Daniele Rossi, pilota motociclistico italiano
- 24 aprile - Giulio Rubini, ex rugbista a 15 italiano
- 24 aprile - Gennaro Scognamiglio, dirigente sportivo e ex calciatore italiano
- 24 aprile - Rein Taaramäe, ciclista su strada estone
- 24 aprile - Serdar Taşçı, ex calciatore tedesco
- 24 aprile - Jan Vertonghen, ex calciatore belga
- 24 aprile - Jeffrey Wammes, ginnasta olandese
- 25 aprile - Dick Axelsson, hockeista su ghiaccio svedese
- 25 aprile - Alejandro Bedoya, calciatore statunitense
- 25 aprile - François Bellugou, ex calciatore francese
- 25 aprile - Abdoulrazak Boukari, calciatore togolese
- 25 aprile - Casey Deidrick, attore e cantante statunitense
- 25 aprile - Caner Erdeniz, cestista turco
- 25 aprile - Nick FitzGibbon, ex giocatore di football americano canadese
- 25 aprile - Achille Henriette, calciatore seychellese
- 25 aprile - Dóra Horti, ex cestista ungherese
- 25 aprile - Marcel Höttecke, allenatore di calcio e ex calciatore tedesco
- 25 aprile - Ida Jenshus, cantante norvegese
- 25 aprile - Luka Marić, calciatore croato
- 25 aprile - Uroš Nikolić, cestista serbo
- 25 aprile - Mario Pacilli, calciatore italiano
- 25 aprile - Jay Park, rapper sudcoreano
- 25 aprile - Donald Sims, cestista statunitense
- 25 aprile - Arijit Singh, cantante indiano
- 25 aprile - Johann Smith, ex calciatore statunitense
- 25 aprile - Jerome Tillman, cestista statunitense
- 26 aprile - Dario Bergamelli, ex calciatore italiano
- 26 aprile - Coke, ex calciatore spagnolo
- 26 aprile - Maxime De Zeeuw, cestista belga
- 26 aprile - Jon Henrik Fjällgren, cantante colombiano
- 26 aprile - Igor Grkajac, calciatore serbo
- 26 aprile - Josip Jurendić, calciatore croato
- 26 aprile - Vladimir Leonov, pilota motociclistico russo
- 26 aprile - Sarah Myriam Mazouz, judoka gabonese
- 26 aprile - Ángel Rodríguez Díaz, calciatore spagnolo
- 26 aprile - Jessica Lee Rose, attrice statunitense
- 26 aprile - LaRod Stephens-Howling, ex giocatore di football americano statunitense
- 26 aprile - Daniel Sullivan, ex hockeista su ghiaccio canadese
- 26 aprile - Vance Walker, giocatore di football americano statunitense
- 26 aprile - Jarmila Gajdošová, ex tennista slovacca
- 26 aprile - Christian Bermúdez, calciatore messicano
- 27 aprile - Kōta Aoki, ex calciatore giapponese
- 27 aprile - Ignacio Casale, pilota motociclistico cileno
- 27 aprile - Jonathan Castroviejo, ciclista su strada spagnolo
- 27 aprile - Valeriu Catînsus, ex calciatore moldavo
- 27 aprile - Fei, cantante, attrice e modella cinese
- 27 aprile - Juanan, ex calciatore spagnolo
- 27 aprile - Alexandra Lacrabère, pallamanista francese
- 27 aprile - Benoît Ladrière, ex calciatore belga
- 27 aprile - Anna Leškovceva, ex cestista russa
- 27 aprile - Ilombe Mboyo, ex calciatore congolese (Repubblica Democratica del Congo)
- 27 aprile - William Moseley, attore britannico
- 27 aprile - Hans Mulder, ex calciatore olandese
- 27 aprile - Shaun van Rooyen, calciatore neozelandese
- 27 aprile - Benjamin Serem, maratoneta keniota
- 27 aprile - Anne Suzuki, attrice giapponese
- 27 aprile - Emma Taylor-Isherwood, attrice e doppiatrice canadese
- 27 aprile - Morgan Warburton, ex cestista e allenatrice di pallacanestro statunitense
- 28 aprile - Ryan Adeleye, ex calciatore statunitense
- 28 aprile - Herbert Barrera, ex calciatore salvadoregno
- 28 aprile - Rafał Buszek, pallavolista polacco
- 28 aprile - Ryan Conroy, ex calciatore scozzese
- 28 aprile - Daequan Cook, ex cestista statunitense
- 28 aprile - Stephanie Corneliussen, attrice e modella danese
- 28 aprile - Simon Cox, ex calciatore irlandese
- 28 aprile - Vijessna Ferkic, attrice tedesca
- 28 aprile - Drew Gulak, wrestler statunitense
- 28 aprile - Gaël Jimenez, giocatore di football americano svizzero
- 28 aprile - Bradley Johnson, ex calciatore inglese
- 28 aprile - Ruslan Judzjankoŭ, calciatore bielorusso
- 28 aprile - Leiomy Maldonado, danzatrice statunitense
- 28 aprile - Hernán Menosse, calciatore uruguaiano
- 28 aprile - Konstantin Plužnikov, ginnasta russo
- 28 aprile - Anna Poslavska, modella ucraina
- 28 aprile - Samantha Ruth Prabhu, attrice indiana
- 28 aprile - Andrija Prlainović, pallanuotista serbo
- 28 aprile - Chris Prosinski, ex giocatore di football americano statunitense
- 28 aprile - Daniel Rahimi, hockeista su ghiaccio svedese
- 28 aprile - Robin Schulz, disc jockey e produttore discografico tedesco
- 28 aprile - Zoran Tošić, ex calciatore serbo
- 28 aprile - Anja Trišić, nuotatrice croata
- 28 aprile - Cato Valøy, giocatore di calcio a 5 e calciatore norvegese
- 29 aprile - Sanâa Alaoui, attrice marocchina
- 29 aprile - William Alves, calciatore brasiliano
- 29 aprile - Jeff Ayres, cestista statunitense
- 29 aprile - Sara Errani, tennista italiana
- 29 aprile - Kimberly Geist, ex pistard statunitense
- 29 aprile - Hannes Irmer, ex giocatore di football americano tedesco
- 29 aprile - Thomas Mangani, ex calciatore francese
- 29 aprile - Joanna Maranhão, ex nuotatrice brasiliana
- 29 aprile - Suelle Oliveira, pallavolista brasiliana
- 29 aprile - Aleksej Poltaranin, ex fondista kazako
- 29 aprile - Christian Reitz, tiratore a segno tedesco
- 29 aprile - Abdoulaye Samaké, calciatore maliano
- 29 aprile - Brittney Savage, wrestler statunitense
- 29 aprile - Robert Urbanek, discobolo polacco
- 29 aprile - Tin Široki, ex sciatore alpino croato
- 30 aprile - Arael Argüellez, calciatore cubano
- 30 aprile - Marta Bastianelli, ex ciclista su strada e pistard italiana
- 30 aprile - Michael Cadeddu, personaggio televisivo e fantino italiano
- 30 aprile - Gizem Erdogan, attrice svedese
- 30 aprile - Dia Evtimova, tennista bulgara
- 30 aprile - Simone Iacoponi, calciatore italiano
- 30 aprile - Al Iaquinta, ex artista marziale misto statunitense
- 30 aprile - Jong Su-hyok, calciatore nordcoreano
- 30 aprile - Tamás Koltai, ex calciatore ungherese
- 30 aprile - Dita Liepkalne, ex cestista lettone
- 30 aprile - Francesca Macrì, comica italiana
- 30 aprile - Dax McCarty, calciatore statunitense
- 30 aprile - João Meira, ex calciatore portoghese
- 30 aprile - Yamil Pérez, pallavolista portoricano
- 30 aprile - Ivan Siriščević, cestista croato
- 30 aprile - Kaspar Taimsoo, canottiere estone
- 30 aprile - Adrian Thomas, ex cestista statunitense
- 30 aprile - Nikki Webster, cantante e attrice australiana
- 30 aprile - Nary, ex calciatore angolano